# 1922 aux échecs
| Années des échecs : 1919 - 1920 - 1921 - 1922 - 1923 - 1924 - 1925    |
| Décennies des échecs : 1890 - 1900 - 1910 - 1920 - 1930 - 1940 - 1950 |

Cet article présente les faits marquants de l'année 1922 aux échecs.

## Championnats nationaux
- Argentine : Benito Villegas remporte le championnat[1],[2].

- Autriche : Alfred Emil Wolf et Felix Fischer remportent un championnat, non officiel[3]. Chez les femmes, c’est Josephine Pohlner qui s’impose lors de la première édition du tournoi féminin[4].
- Belgique : Edgar Colle remporte le championnat[5].
- Canada : Pas de championnat[6].
- Cuba : Maria Teresa Mora remporte la coupe Dewar[7],[8],[9], organisée par le club d'échecs de La Havane, et qui tient lieu de championnat (mixte) de Cuba. Elle remporte donc cette compétition face à des hommes.
- Écosse : William Gibson remporte le championnat[10].
- Finlande: Anatol Tschepurnoff remporte la première édition du championnat[11].

- Royaume-Uni de Grande-Bretagne et d'Irlande : Pas de championnat[12].

- Suisse : Erwin Voellmy remporte le championnat [13].

## Naissances
- Youri Averbakh

## Nécrologie
- 3 février : Levi Benima (en)
- 19 avril : Theodor von Scheve
- 27 avril : John Crum
- 18 août : Jacob Rosanes